# La Serra (Muntanyola)
La Serra és una masia de Muntanyola (Osona) inclosa a l'Inventari del Patrimoni Arquitectònic de Catalunya.

## Descripció
Masia d'estructura complexa tant de planta com d'alçat. La façana principal es troba orientada a migdia; en aquest indret el cos és cobert a dos vessants i amb el carener perpendicular a la façana, amb un cos de porxos adossat a la part esquerra on la vessant del cos es prolonga. Al davant s'hi formen dependències agrícoles que junt amb un portal tanquen la lliça. A ponent s'hi descriuen tres cossos graonats, el de la part nord més elevat. A l'era s'hi conserva una construcció circular destinada a guardar el boll.
Es construïda amb pedra.

## Història
Mas que es troba al sector de Múnter i del qual no en tenim cap notícia documental llevat una dada constructiva datada al segle xviii.